# Adam Nossiter
Adam Nossiter (1960-) est un journaliste américain, élevé dans sa jeunesse en France, qui dirige le bureau du New York Times à Paris. Il est également l'auteur de deux ouvrages historiques.

## Biographie
Adam Nossiter, est né en 1960 dans une famille de confession juive non-pratiquante. Son père, Bernard D. Nossiter, est un journaliste économique au Washington Post de 1955 à 1979, basé à Paris de 1964 à 1967. Il couvre ensuite l'Asie du Sud, depuis New Delhi de 1967 à 1968. En 1971, il retourne à Washington puis devient le correspondant du Washington Post à Londres jusqu'en 1979. Il devient journaliste au New York Times comme correspondant aux Nations unies, avant de prendre sa retraite en 1983.
Adam Nossiter grandit à Paris où son père est correspondant. Il parle donc le français et est familier de la culture française.

### Études
Adam Nossiter étudie l'histoire et la littérature française à l'université Harvard. Il reçoit son diplôme de B.A. magna cum laude en 1982. Il reçoit une bourse pour faire des études supérieures en histoire française de l'université Yale, en 1983, mais finalement décline[réf. souhaitée].

### Journalisme
En 1984, il débute comme journaliste à The Anniston Star, à Anniston en Alabama, où il reste jusqu'en 1985. 
Il va ensuite au St. Petersburg Times, aujourd'hui le Tampa Bay Times, en Floride, de 1985 à 1987.
Il devient journaliste à l'Atlanta Journal-Constitution, de 1987 à 1991, où il couvre l'Alabama, le Mississippi et la Louisiane. En 1991, il quitte cette position pour écrire son premier livre, sur le meurtre de Medgar Evers, publié en 1994.
Il collabore au New York Times, de 1992 à 1997.
De 2003 à 2005, il travaille à Associated Press comme correspondant politique en Louisiane.
De 2005 à 2006, il collabore au New York Times.
Il est correspondant national du New York Times à La Nouvelle-Orléans, de 2006 à 2009.
Il dirige l'équipe du New York Times qui reçoit le prix Pulitzer en 2015 pour le reportage international sur l'épidémie de maladie à virus Ebola en Afrique de l'Ouest. 
En 2015, il reçoit le prix George-Polk pour le reportage sur cette épidémie.
Après avoir servi comme correspondant à Paris, puis chef du bureau de l'Afrique de l'Ouest, il devient le chef du bureau du New York Times à Paris.
Depuis 2023, il travaille au bureau des nécrologies.

## Prises de position
Adam Nossiter estime en 2020 dans Le Point que la laïcité sert de « cache-sexe, de paravent pour cacher les problèmes de la France », dont il donne comme exemples le racisme dans la police et la ségrégation géographique ou résidentielle subie par les Français musulmans.
À propos des attentats de 2015 en France, Adam Nossiter soutient également en 2020 que les caricatures de Mahomet du journal satirique Charlie-Hebdo étaient comparables à celles des juifs réalisées par la propagande vichyste pendant la seconde guerre mondiale.

## Œuvres
- (en) Adam Nossiter. Of Long Memory : Mississippi and the Murder of Medgar Evers, Addison-Wesley, Reading (Massachusetts), 1994.  (ISBN 0201483394),  (ISBN 9780201483390)
- (en) Adam Nossiter. The Algeria Hotel: France, Memory and the Second World War, Houghton Mifflin, Boston, New York, 2001.  (ISBN 0395902452)
- (en) Adam Nossiter. France and the Nazis: Memory, Lies, and the Second World War. Methuen, 2003.  (ISBN 0413759709),  (ISBN 9780413759702)